# Пётр Житавский
Пётр Житавский, или Петер фон Циттау (чеш. Petr Žitavský, нем. Peter von Zittau, лат. Petrus Zittaviensis, или Petrus de Sittavia; около 1275 — 1339) — чешский хронист и дипломат, монах-цистерцианец, аббат Збраславского монастыря в пригороде Праги Кёнигзале (нем. Königsaal, ныне Збраслав), один из авторов «Збраславской хроники» (лат. Chronicon Aulae Regiae).

## Биография
Родился около 1275 года в тогдашнем Циттау (в.-луж. Žitawa) в Саксонии, в XIV веке входившем в Союз шести городов Верхней Лужицы и подчинявшемся чешской короне. Происхождение его является предметом дискуссии, но, скорее всего, он являлся этническим немцем, как и большинство членов цистерцианского ордена того времени. 
Обстоятельства ранней биографии его, по сути, остаются неизвестными; хорошее знание латыни, французского, чешского языков и немалая эрудиция говорят о наличии неплохого монастырского образования. Не позже 1297 года он появился в Праге, где в 1303 году безуспешно пытался вступить в местный Орден рыцарей Креста, после чего стал цистерцианцем, в 1308 году окончив своё послушничество в монастыре Aula Regia в Збраславе (нем. Königsaal), основанном в 1292 году королём Вацлавом II.
В 1305 году он принимал участие в похоронах короля Вацлава в соборной церкви Збраславской обители, а в 1309 году упоминается в монастырских документах в качестве капеллана первого настоятеля Конрада фон Эрфурта (1292—1312, 1314—1316), которого впоследствии сопровождал во многих поездках, в частности, во Францию на заседание капитула цистерцианского ордена в Сито (1309). 
Участвовал в миссии к германскому королю Генриху VII в период междуцарствия 1306—1309 годов, когда чешское дворянство потребовало от дочери Вацлава II и покровительницы Збраславского монастыря Элишки Пржемысловны вступить в брак с сыном Генриха Яном Люксембургским. После размолвки Элишки с супругом, ставшей следствием интриг знати во главе с Йиндржихом из Липы, остался верен Пржемысловичам, что, в конечном итоге, негативно сказалось на его отношениях с королевским двором, а также финансовом положении вверенной ему обители. В 1312—1313 годах принял участие в итальянской экспедиции императора Генриха VII, окончившейся гибелью последнего.
12 сентября 1316 года, после того как аббат Конрад ушел в отставку, получил должность настоятеля Aula Regia, занимая её около 22 лет, вплоть до 1338 года. В период его настоятельства монастырь, ставший королевской усыпальницей, приобрёл значительное влияние, а сам Пётр, сделавшись духовником королевы Элишки, обзавёлся тесными связями при дворе. Помимо общения с важными информаторами, включая королевского секретаря архиепископа Майнцского Петера фон Ашпельта, и доступа к документам королевской канцелярии, он собрал в своей обители ценный дипломатический архив, представленный 158 известными ныне документами, что обеспечило его источниками для монастырской хроники, которую он продолжил после смерти в марте 1314 года бывшего збраславского аббата (1297—1298) Отто из Тюрингии (нем. Otto von Thüringen).
Умер в 1339 году в возрасте примерно 64 лет. Похоронен был в соборе Святого Якуба Старшего Збраславского аббатства, после упразднения в 1785 году последнего ставшего приходским храмом. После разорения монастыря в 1639 году шведами в ходе Тридцатилетней войны могила была утрачена.

## Сочинения
«Збраславская хроника», или «Хроника Королевских палат» (лат. Chronicon Aulae Regiae, нем. Königsaaler Chronik), составлявшаяся в Збраславском монастыре с 1305 по 1338 год, бесспорно, является наиболее совершенной по форме и информативной по содержанию летописью средневековой Чехии, богатейшим сводом сведений о многих сторонах жизни чешского общества второй половины XIII — первой трети XIV века, отражающим широту кругозора и недюжинный литературный талант её авторов. По своему объёму это сочинение, охватывающее события почти 85 лет чешской истории, с 1253 по 1338 год, является наиболее крупной из латинских хроник, созданных в Чехии догуситского периода. Основными источниками для неё послужили «Анналы Збраславского монастыря» (лат. Annales Aulae regiae), «Продолжение [хроники] пражских францисканцев» (лат. Continuatio Francisci Pragensis) и сочинения продолжателей Козьмы Пражского.
Поскольку первый автор хроники, аббат Отто из Тюрингии, умерший в марте 1314 года, за 9 лет работы составил лишь около одной шестой её части (всего 51 главу), не успев даже описать коронацию Вацлава II, всё же остальное, т. е. примерно 2/3 из 180 глав, несомненно, принадлежит перу Петра из Житавы, её принято также называть иногда «Хроникой Петра Житавского» (нем. Chronik des Peter von Zittau). К работе над своим продолжением он приступил не позже 1316 года, по просьбе настоятеля аббатства Вальдзасен Иоганна III фон Эльбогена.
В отличие от латинской «Чешской хроники» Козьмы Пражского (1119—1125), начинающей историю со времён всемирного потопа, или чешской рифмованной «Хроники Далимила» (1314—1316), открывающей её строительством Вавилонской башни, «Збраславская хроника» почти сразу сосредотачивается на событиях, современниками которых являлись её составители. Начиная с правления Пржемысла Отакара II (1253—1278), она подробно освещает регентство вдовы последнего Кунгуты Славонской (1283—1285), обстоятельства прихода к власти и деяния Вацлава II (1278—1305), кратко описывая недолгое царствование его юного сына Вацлава III (1305—1306) и его преемников Генриха Хорутанского (1306; 1307—1310) и Рудольфа III Габсбургского, сосредоточившись затем на правлении Яна Люксембургского (1310—1346) и его супруги Элишки Пржемысловны (1310—1330). Если Отто из Тюрингии довел её до времён, предшествовавших коронации Вацлава II (1297), то Пётр является не только автором записей с этого времени до 1338 года, но также и вероятным редактором записей своего предшественника.
В частности, им описываются в хронике развод Пржемысла Отакара II с Маркетой Бабенбергской и женитьба на Кунгуте Славонской (1261), гибель его в битве на Моравском поле (1278), возвышение и казнь фаворита Кунгуты Завиша из Фалькенштейна (1281—1290), брак Вацлава II с Юдитой Габсбургской (1285), коронация его королём Чехии (1297), королём Польши (1300) и королём Венгрии (1301), его денежная реформа и монополизация и кодификация горного дела в стране, вызванная началом добычи в Кутной Горе серебра (1298), убийство Вацлава III в Оломоуце 4 августа 1306 года, осады германским королём Альбрехтом I Габсбургом Кутной Горы в 1304 и 1307 годах, избрание сеймом на чешский трон герцога Каринтии Генриха, изгнание его Рудольфом III Гасбургским и возвращение на трон после смерти последнего (1307), окончательное изгнание его из Праги супругом Элишки Пржемысловны Яном Люксембургским (декабрь 1310 г.), а также вызванные династическим кризисом междоусобицы, в частности, мятежи пана Йиндржиха из Липы 1309 и 1317—1318 годов, интриги последнего против Элишки, привёдшие к опале её и заточению, вызвавших восстание пражских мещан против короля Яна (1319), новая опала королевы и бегство её к дочери в Нижнюю Баварию (1322), возвращение Элишки в Чехию (1325), примирение с супругом и смерть (1330).
В отличие от своего предшественника, имевшего своей целью преимущественно панегирическое жизнеописание Вацлава II и прославление всего рода Пржемысловичей, Пётр Житавский уделяет внимание не только внутричешским, но и общеевропейским событиям, обосновав также права новой Люксембургской династии на чешский престол.
Структура хроники, помимо предисловия, состоящей из трёх книг и 179 глав, выглядит следующим образом:
- Книга первая содержит 130 глав[10]:

— 1–8 главы содержат сообщения о правлении Пржемысла Отакара II.

— 9–83 главы — биографию Вацлава II.

— 84–87 главы — повествование о правлении Вацлава III, Рудольфа III Габсбургского, Генриха Хорутанского.

— 88–111 главы описывают восшествие на престол и начало правления Яна Люксембургского.

— 112–120 главы посвящены деяниям императора Священной Римской империи Генриха VII (1308—1313).

— 121–123 главы содержат повествование о чудесах, случившихся после смерти матери Яна Люксембургского императрицы Маргариты Брабантской (1311), об упразднении ордена тамплиеров (1307—1314) и смерти папы Климента V (1314).

— 124–130 главы описывают события 1314—1316 годов.
- Книга вторая содержит 34 главы, которые посвящены событиям 1317—1333 годов[10], в том числе вышеназванным.
- Книга третья содержит 15 заключительных глав, посвященных событиям 1333—1338 годов[20].

Помимо обширной прозаической части, хроника содержит примерно 4000 стихов леонинским гекзаметром, 2651 из которых принадлежит перу самого Петра Житавского, в силу чего она заслуживает право считаться самым обширным поэтическим произведением чешской литературы своей эпохи. Существует мнение, что Петр намеревался переложить рифмами всю свою хронику, но не успел этого осуществить.
Опираясь главным образом на личные воспоминания и собственные записи, Пётр из Житавы создал не просто достоверный исторический источник, но и стилистически и художественно совершенный литературный памятник, местами носящий характер политического памфлета и даже детектива. Обладавший собственной точкой зрения на происходящее интеллектуал, блестяще образованный клирик и искушённый в интригах дипломат, активный участник и очевидец многих из описываемых событий, он с редкой беспристрастностью и фактологической точностью красочно описал бурные события своего времени.
Всего через три года после смерти Петра хроника была скопирована и дополнена каноником Франтишеком Пражским (ум. 1362), а затем продолжена до 1351 года; её использовал в своей истории и другой летописец Карла IV Бенеш Крабице из Вейтмиле (ум. 1375).
Помимо нескольких проповедей и религиозных стихов, перу Петра из Житавы принадлежит также «Книга таинств монастыря Aulae Regiae» (лат. Liber secretorum Aulae Regiae) — латинский сборник в средневековом жанре mirabilia, содержащий описание чудес, происходивших в Збраславской обители со времён её основания. Также им составлен был справочник для цистерцианцев «Formula Domini Petri Abbatis Aulae regiae composita». Приписываемое ему авторство трактата «Malogranatum» не получило достаточных подтверждений.

## Рукописи и издания
Сохранилось пять рукописей «Збраславской хроники», наиболее полной из которых является Йиглавский манускрипт конца XIV века, содержащий 185 листов in folio. Автограф второй книги хроники, найденный в 1837 году известным чешским историком-просветителем Франтишеком Палацким, хранится в Апостольской библиотеке Ватикана (Pal. lat. 950).
Впервые «Збраславская хроника» напечатана была в 1602 году в Ганновере немецким историком Марквардтом Фреером в «Собрании древних чешских историков» (лат. Rerum Bohemicarum antiqui Scriptores aliquot). В 1784 году она опубликована была в Праге учёным монахом-пиаристом Геласием Добнером в 5-м томе «Памятников истории Богемии» (лат. Monumenta historica Bohemiae), а в 1875 году переиздана австрийским историком Иоганном Лозертом в Вене в серии «Источники истории Австрии». В 1884 году она выпущена была в IV томе «Источников истории Чехии» (лат. Fontes rerum bohemicarum) под редакцией историка-архивиста Йозефа Эмлера.
Перевод хроники на чешский язык, выполненный Яном Новаком, опубликован был в 1905 году в Праге под редакцией историка Вацлава Новотного. В 1952 году там же вышел новый перевод Ф. Гержманского, переизданный в 1976 году. Новейший комментированный немецкий перевод выпущен был в 2014 году во Франкфурте-на-Майне под редакцией Стефана Альбрехта.
В настоящее время чешским историком-медиевистом профессором Масарикова университета в Брно Либором Яном, автором научной биографии Вацлава II, готовится новое академическое издание «Збраславской хроники» в серии «Monumenta Germaniae Historica».

## Память
- В память о Петре Житавском названы улицы в нескольких городах Чехии, в том числе в пражском районе Збраславе.
- В 2008 году Чешское телевидение в цикле передач «Семьдесят два имени чешской истории» (чеш. 72 jmen českй historie), посвящённом 72 известнейшим личностям истории Чехии, чьи имена выгравированы золотыми буквами над окнами Национального музея на Вацлавской площади Праги, выпустило документальный фильм о жизни и творчестве хрониста.

## Публикации и переводы
- Chronica Aulae Regiae // Rerum Bohemicarum antiqui scriptores aliquot insignes, partim hactenus incogniti, qui gentis originem & progressum variasque regni vices, & regum aliquorum vitam resque gestas … tradiderunt. Ex bibliotheca C. V. Marquardi Freheri… — Hanoviae: Typis Wechelianis apud Claudium, 1602. — pp. 21–85.
- Petri Abbatis Aulae Regiae tertii chronicon // Monumenta historica Boemiae nusquam antehac edita. Collegit Gelasius Dobner. — Tomus V. — Pragae, 1784. — pp. 19–501.
- Die Königsaaler Geschichts-Quellen mit den Zusätzen und der Fortsetzung des Domherrn Franz von Prag, hrsg. von J. Loserth. — Wien,1875. — S. 29–535. — (Fontes rerum Austriacarum, I. Abteilung, 8).
- Kronika Zbraslavská Petra Žitavského. Chronicon Aulae Regiae. K vydání upravil Josef Emler // Fontes rerum Bohemicarum. — Dil 4. — Praha, 1884. — S. 1–337.
- Kronika zbraslavská. Překlad Jana V. Nováka. Úvodem a poznámkami provází Václav Novotný. — Praha, 1905. — lxxii, 663 s. — (Sbírka kronik a letopisů českých v překladech, 2).
- Zbraslavská Kronika. Chronicon Aulae Regiae. Odp. red. Ludvík Kotek, příprava vydání Zdeněk Fiala, překlad František Heřmanský, verše Rudolf Mertlík. — Praha: Svoboda, 1976. — 597 s. — (Členská knižnice).
- Die Königsaaler Chronik. Hrsg. von Stefan Albrecht // Forschungen zu Geschichte und Kultur der böhmischen Länder. — Band 2. — Frankfurt am Main: Peter Lang, 2014. — ISBN 978-3-653-99369-1.